# Egestorffsche Ultramarinfabrik

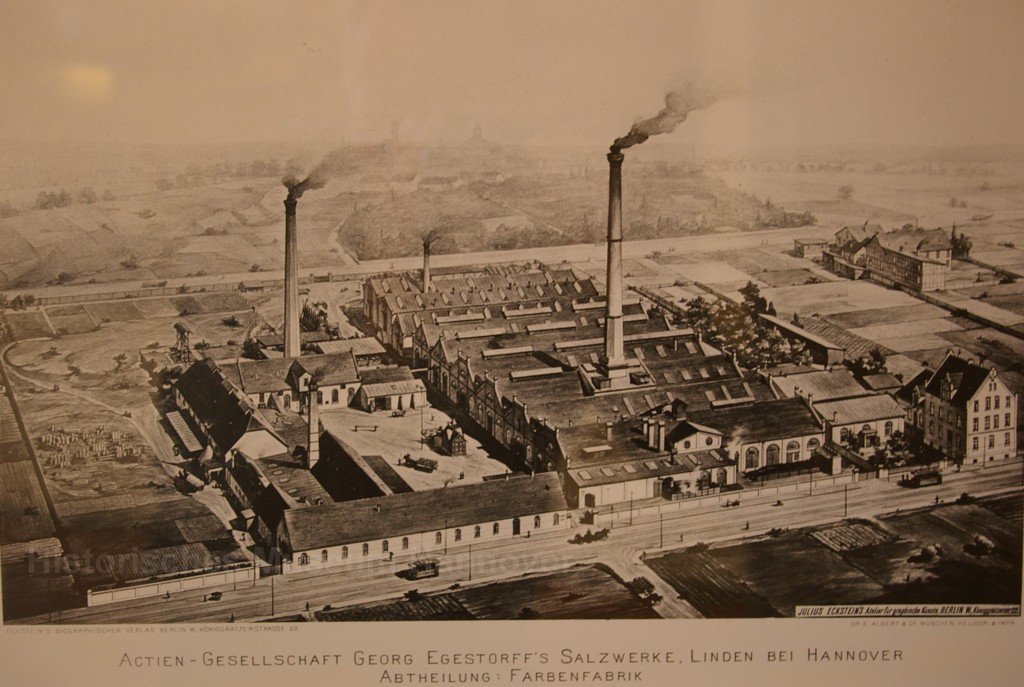
Um 1890: Vogelschau der Farbenfabrik der „Actien-Gesellschaft Georg Egestorffs Salzwerke, Linden bei Hannover, Abtheilung : Farbenfabrik“, im Hintergrund der Lindener Berg

Die Egestorffsche Ultramarinfabrik in Hannover war eine zur Zeit des Königreichs Hannover durch den Industriellen Georg Egestorff gegründete Fabrik zur Herstellung anfangs vor allem des Farbstoffes Ultramarin. Standort des Unternehmens war das Gelände an der Davenstedter Straße beiderseits des (heutigen) Westschnellweges auf der Straßenseite zum Lindener Berg hin. Das Gelände am Ende der Bardowicker Straße und entlang der heutigen Billungstraße liegt in den hannoverschen Stadtteilen Linden-Mitte und Badenstedt.

## Geschichte
Die ersten beiden Unternehmen, die Georg Egestorff in Hannover errichten ließ, waren die 1831/1832 gegründete Saline Egestorffshall in Badenstedt und die 1839 gegründete Chemische Fabrik an der Göttinger Straße, direkt neben der Egestorffschen Maschinenfabrik, der späteren Hanomag, im heutigen Stadtteil Linden-Süd.
Im Jahre 1856 eröffnete er gemeinsam mit August Egestorff eine Ultramarinfabrik. In der Residenzstadt Hannover bestand allerdings bereits seit 1850 die Ultramarinfabrik Meyer & Röhrig. Die zusätzliche Gründung hatte die Absicht, Abfallprodukte seiner chemischen Fabrik wirtschaftlich weiterverwenden zu können. In der Hauptsache wurde synthetisches Ultramarin hergestellt, das mit den teureren Importen des natürlichen Farbstoffes aus Übersee konkurrieren konnte.

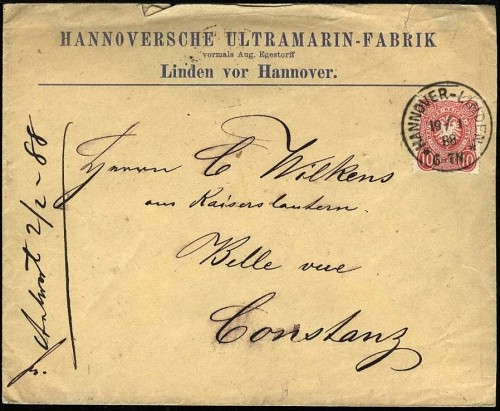
Briefumschlag von 1888 mit dem Aufdruck „Hannoversche Ultramarin-Fabrik / vormals Aug. Egestorff / Linden vor Hannover“

Nach dem Tod Georg Egestorffs im Jahr 1868 wurden 1872 sämtliche salz- und chemieverarbeitenden Unternehmen Egestorffs zusammengefasst zur AG Georg Egestorff Salzwerke und Chemische Fabriken. Die Farbenfabrik firmierte jedoch unter dem Namen Hannoversche Ultramarinfabrik vormals August Egestorff. Durch die Erhöhung der Soleproduktion konnten bald 60 Männer und 25 Frauen rund 600 Tonnen Ultramarin erzeugen. Lediglich 1877, während des Russisch-Osmanischen Kriegs, ging die Exportmenge kurzfristig zurück.
1899 beschäftigte die Ultramarinfabrik etwa 90 Arbeiter und verkaufte ihre Produkte im Inland und Ausland. Zwei Jahre später beschrieb Paul Hirschfeld das Werk mit vier Dampfmaschinen mit zusammen 220 PS und zwei Dampfkesseln mit einer Grundfläche von 300 m², mit denen 18.000 Zentner verschiedener Sorten Ultramarinblau erzeugt wurden. Das Werk hatte eine eigene Handböttcherei, eine Schreinerei und eine Patentfass-Fabrik, um die Produkte in Hülsen, Schachteln, Paketen, Kisten oder Fässern für den Versand zu verpacken. Abnehmer waren Produzenten in der Buntpapierfabrikation, im Tapeten- und Zeugdruck, für Chromolithographien oder zum Färben von Zucker, Wäsche, Stärke, Stearin und Paraffin.
In der 1929 einsetzenden Weltwirtschaftskrise war die Ultramarinfabrik um 1930 nur noch mit der Produktion verschiedener Rotfarben tätig. Als die Kali Chemie 1931 die Aktienmehrheit der vormaligen Egestorff'schen Salz- und Chemiefabriken erwarb, wurde die Ultramarinfabrik, ebenso wie die beliefernde Chemische Fabrik, nach Nienburg verlegt und die Farbenfabrik gänzlich geschlossen.
Nachdem nach dem Zweiten Weltkrieg der Westschnellweg quer über das Gelände der ehemaligen Ultramarinfabrik gebaut worden war, bestand bis Anfang 2013 ein kleines Gebäude unter der Adresse Davenstedter Straße 68a. Das erhaltene Mietshaus mit der Hausnummer 69 soll ebenfalls zur Ultramarinfabrik gehört haben.